# Chungmuro (metropolitana di Seul)
Chungmuro (충무로역 - 忠武路驛, Chungmuro-yeok) è una stazione della metropolitana di Seul servita dalle linee 3 e 4 della metropolitana di Seul. Si trova nel quartiere di Jung-gu, nel centro della città sudcoreana.

## Linee
Seoul Metro
● Linea 3 (Codice: 331)
● Linea 4 (Codice: 423)

## Struttura

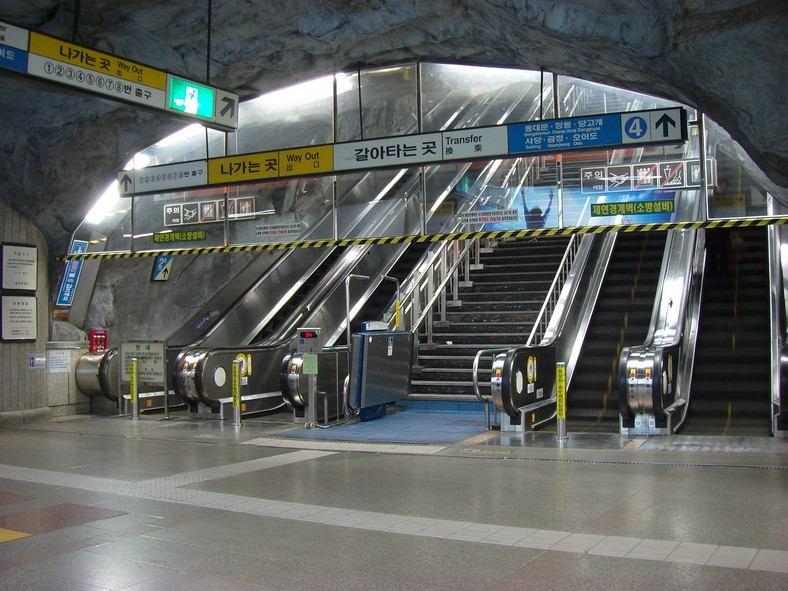
Vista delle pareti in pietra artificiale

La fermata della linea 3 è costituita da una banchina a isola con binari convergenti al quarto piano interrato, mentre quella della linea 4 si trova al piano superiore e ha due marciapiedi laterali. Sono presenti per entrambe le linee porte di banchina. Prima del restyling del 2012 la parte della linea 4 della stazione aveva pareti realizzate in pietra artificiale, conferendo alla stazione l'aspetto di una caverna.
Linea 3
| Direzione centro/Daehwa | ● Linea 3 | per Euljiro 3-ga, Gyeongbokgung, Gupabal e Daehwa |
| Direzione Ogeum         | ● Linea 3 | per Oksu, Autostazione Extraurbana, Suseo e Ogeum |

Linea 4
| Direzione Danggogae | ● Linea 4 | per Hanseongdae, Changdong, Nowon e Danggogae           |
| Direzione centro    | ● Linea 4 | per Myeongdong, Seul, Sadang, Geumjeong, Jungang e Oido |

## Stazioni adiacenti
| «                                 | Servizio | »                  |
| Linea 3                           | Linea 3  | Linea 3            |
| --------------------------------- | -------- | ------------------ |
| Euljiro 3-ga                      | -        | Università Dongguk |
| Linea 4                           |          |                    |
| Dongdaemun History & Culture Park | -        | Myeongdong         |